# Anua albescens
Anua albescens là một loài bướm đêm trong họ Erebidae.